# 家有囍事2009
《家有囍事2009》（英語：All's Well End's Well 2009）是香港賀歲喜劇片，由谷德昭執導，楊德毅任動作設計，在香港和杭州拍攝，於2009年農曆新年上映。整套電影的內容主要是根據1992年上映同名電影《家有囍事》而編寫的。

## 故事大綱
樂也融融的余宅一家四口，父親余春（夏春秋飾）、母親Selina（李香琴飾）、長女余珠（吳君如飾）及幼子余寶（鄭中基飾），四人是家人亦是好朋友。余寶一向愛情至上，但因「長女未嫁，弟妹不能嫁娶，否則多災多難」的家規，所以情路上一直不能開花結果，而偏偏余珠卻是推祟「單身」及「女人不一定要結婚」的寫作界女強人，身兼總編輯及作家。為此，余寶聘請專門解決愛情大小問題的愛情治療師曹迪克（古天樂飾），暗裡進入余珠的出版社工作，以其專業知識及技巧，希望令余珠的一顆枯萎已久的芳心再次茂盛起來。因為曹迪克的出現，余珠在72小時內由兇惡無比變成嘴角含春，對曹迪克暗生情愫。曹迪克在卻對經營甜品店的老闆小敏（沈麗君飾）一見鍾情，但小敏竟對曹迪克的帥氣及追求技巧不為所動，令自命洞悉愛情的曹迪克大受打擊。而余寶則遇上頭髮蓬鬆、舉止粗魯的哨牙珍（姚晨飾）。二人本來針鋒相對，但哨牙珍慢慢被余寶的善良本性所吸引，而余寶亦被哨牙珍的豪氣所打動，但礙於家規，余寶唯有忍痛離開。余珠發現曹迪克追求小敏，妒意大發，決定跟蹤二人，期間遇上在跟蹤小敏的私家偵探L（黃百鳴飾）。余珠霸道倔強，L則談吐斯文，但余珠每每被L折服，變成小女人。
單純的小敏如何令曹迪克明白愛情真諦？天意如何作弄余寶及哨牙珍？L究竟是何許人？余珠最後芳心誰屬？

## 演員

### 主要演員
| 演員   | 角色    | 關係/暱稱                                 |
| 吳君如 | 余 珠   | 「博執」出版社編輯 余寶之姊 L之妻         |
| 古天樂 | 曹迪克  | 愛情治療師 小敏之夫                       |
| 黃百鳴 | L／柯南 | 偵探 余珠之夫 小敏之父                    |
| 鄭中基 | 余 寶   | 余珠之弟 哨牙珍之夫                       |
| 李香琴 | 余 太   | Selina、動漫Maggie（網名） 余珠、余寶之母 |
| 夏春秋 | 余 春   | 余珠、余寶之父                            |

### 其他演員
| 演員            | 角色   | 關係/暱稱          | 備註     |
| 姚 晨           | 哨牙珍 | 爆牙珍 余寶之妻    |          |
| 沈麗君          | 小 敏  | L之女 曹迪克之妻   |          |
| 梅巧珍          | 李大雅 | 外号大牙，残鸡雅   |          |
| 郭 濤           |        | 「博執」出版社老闆 |          |
| 蔡卓妍          |        | 保險經紀           | 特別客串 |
| 陳淑蘭          | Shelia |                    | 特別客串 |
| 陳國坤          |        | 征婚男             | 特別客串 |
| 林子聰          |        | 泳客               | 特別客串 |
| 陳寶轅          |        | 沙灘俊男           | 特別客串 |
| 張達明          |        | 失戀專家           | 特別客串 |
| 盧惠光          |        | 拳擊訓練員         | 特別客串 |
| 鄭 祖           |        | 「博執」公司職員   | 特別客串 |
| 張惠雅          |        | 「博執」公司職員   | 特別客串 |
| 黎美言          |        | 「博執」公司職員   | 特別客串 |
| 張紋嘉          |        | 「博執」公司職員   | 特別客串 |
| Vivek Mahbubani |        | 「博執」公司職員   | 特別客串 |
| 邵音音          | 歡姐   | 「博執」清潔女工   | 特別客串 |
| 陳子聰          |        | 導演               | 特別客串 |
| 傅 穎           |        | 生日會友人         | 特別客串 |
| 張致恆          |        | 生日會友人         | 特別客串 |
| 麥子豪          |        | 生日會友人         | 特別客串 |
| 鄭希怡          | Vivien | 節目主持           | 特別客串 |
| 甄子丹          |        |                    | 特別客串 |
| 梁雨恩          |        | Disco 顧客         | 特別客串 |
| 田啟文          |        | 應徵者             | 特別客串 |
| 馮勉恆          |        | 應徵者             | 特別客串 |
| 谷德昭          |        | Cafe客人           | 特別客串 |
| 林子萱          |        |                    | 特別客串 |
| 雷頌德          |        | 醫生               | 特別客串 |
| 馮寶寶          |        |                    | 特別客串 |
| 黃玉郎          |        |                    | 特別客串 |
| 高志森          |        | 大屋管家           | 特別客串 |
| 方伊琪          |        | 大屋工人           | 特別客串 |
| 黃真真          |        | 大屋工人           | 特別客串 |
| 魏秋桦          |        | 大屋工人           | 特別客串 |
| 喬寶寶          |        | 大屋司機           | 特別客串 |
| 陳志強          |        | 大屋主廚           | 特別客串 |
| 吴亭欣          |        | 大屋救生員         | 特別客串 |
| 范振鋒          |        | 大屋救生員         | 特別客串 |
| 潘杰寧          |        | 餐廳女侍應         | 特別客串 |

## 各地電影分級制度
| 國家／地區 | 級別 |
| ---------- | ---- |
| 香港       | IIA  |
| 台灣       | 普   |
| 新加坡     | PG   |
| 馬來西亞   | U    |

## 票房成績
《家有囍事2009》於2009年1月23日在港上映，直至3月4日落畫，累積票房$24,655,932港元，為2009年度港產華語片票房十強的第一位。

## 外部連結
- Yahoo奇摩電影上《家有囍事2009》的資料（繁體中文）
- MSN娛樂上《家有囍事2009》的資料（繁體中文）

- 開眼電影網上《家有囍事2009》的資料（繁體中文）
- 豆瓣电影上《家有囍事2009》的資料 （简体中文）
- 时光网上《家有囍事2009》的資料（简体中文）
- AllMovie上《家有囍事2009》的资料（英文）
- 爛番茄上《家有囍事2009》的資料（英文）
- 香港影庫上《家有囍事2009》的資料（繁體中文）
- 互联网电影数据库（IMDb）上《家有囍事2009》的资料（英文）